# Doble movimiento
El Doble Movimiento es un concepto creado por Karl Polanyi en su libro La Gran Transformación. La frase se refiere al proceso dialéctico de mercantilización e impulso de la protección social contra esa mercantilización. En primer lugar, los reformadores del laissez-faire buscan "desarraigar" la economía para establecer lo que Polanyi llama una "sociedad de mercado" en la que todas las cosas se mercantilizan, incluidas las que Polanyi denomina "mercancías falsas": tierra, trabajo y dinero. En segundo lugar, surge un "contramovimiento" mediante el cual la sociedad intenta reintegrar la economía mediante la creación de protecciones sociales tales como leyes laborales y aranceles. En opinión de Polanyi, estos reformadores liberales buscan subordinar la sociedad a la economía de mercado, que estos reformadores consideran que se autorregula. Para Polanyi, este es un proyecto utópico, ya que las economías siempre están integradas en las sociedades.

## Visión general
Según La Gran Transformación, el desarrollo de la "sociedad de mercado" ha sido formado por el Doble Movimiento. Se ha encontrado que esta formulación es práctica para analizar el desarrollo global de los últimos 50 años. Por ejemplo, el laissez-faire ha sido el concepto o movimiento precursor del neoliberalismo o fundamentalismo de mercado .
Aunque se ha criticado el concepto de Doble Movimiento en el sentido de que esta formulación tendía a ser un funcionalismo, sigue siendo una herramienta eficaz que funciona como fundamento teórico.
En primer lugar, Polanyi criticó el análisis de clase del marxismo. Planteó algunos problemas sobre el análisis de clase marxista que solo se enfoca en los conflictos entre empleadores y trabajadores en lugar de abordar el trasfondo político general donde ocurren los conflictos. Más bien, Polanyi sugiere que el poder estatal representa un poder diferente entre empleadores y trabajadores. Esto también significa que el sistema de mercado no se puede operar sin la acción del gobierno. Su dicho "El laissez-faire fue planeado" implica que el Laissez-faire está estrechamente involucrado en la gestión de la economía de mercado. Dado que el mercado no puede producir bienes como dinero, tierra y trabajo en un nivel adecuado de cantidades sostenibles, el gobierno debe participar en la gestión de la oferta y la demanda para el proceso de producción de estos productos. Este concepto ficticio de economía de mercado significa que el laissez-faire no siempre funciona de manera perfecta. Argumenta que la autocontradicción de la sociedad de mercado es que en sí misma no puede ser una base para el orden social, sino que la acción del gobierno es necesaria para la producción y el mantenimiento del orden social. El análisis de Polanyi reforma el campo donde ocurren las luchas sociales y proporciona una explicación menos determinista de clase. Estas dos innovaciones están íntimamente conectadas.
Polanyi también contribuyó a la determinación del contexto global donde tiene lugar la lucha social. Antes que él, muchos otros analistas eran conscientes del capitalismo en expansión global, pero él proporcionó un análisis más detallado de esta cualidad global. Argumentó que la posición específica del país dentro del sistema global de estados restringe los conflictos sociales dentro de un estado político particular. Significa que las dos innovaciones, mencionadas anteriormente, eran una situación global. El patrón económico normal mostró que los fenómenos globales han determinado considerablemente las luchas sociales en los países. La dependencia del movimiento del Laissez-faire de la situación global también generó una competencia inevitable que es una causa de la debilidad del sistema estatal internacional. El contramovimiento interno contra el nacionalismo mostró una especie de lealtad al funcionamiento adecuado de la economía internacional a favor de perseguir su propia forma de desarrollo, que exige una gestión sustancial de los mercados por parte del poder político.
La dependencia del Laissez-faire de la hegemonía global es un problema complicado porque este es el campo donde los líderes políticos necesitan negociación para mantener su poder político con dos propósitos principales. Necesitan mantener tanto la protección de la posición de la nación dentro del sistema estatal internacional como la función efectiva de la economía nacional. Los líderes políticos deben buscar el equilibrio entre estos dos objetivos. Si las políticas se ponderan unilateralmente, por ejemplo, inclinándose hacia el Laissez-faire, se socava la economía nacional y la economía pasa a depender demasiado de la corriente global. Por otro lado, si las políticas están sesgadas hacia el otro objetivo, esto perturba el entorno empresarial y debilita el estado global de la nación al disminuir la inversión y los recursos extranjeros suficientes. Por lo tanto, todos los líderes políticos deben considerar ambas situaciones de riesgo y llegar a un acuerdo en el punto de equilibrio adecuado. El poder relativo entre estos dos movimientos rivales está determinado por los estados políticos y económicos y la forma en que los participantes sociales piensan y actúan frente a esas situaciones particulares.
En el doble movimiento, los trabajadores y los capitalistas son actores principales que participan en estos dos movimientos y representan la parte clave de los dos movimientos rivales, respectivamente. Mientras tanto, también hay diferentes grupos sociales que participan activamente en estos movimientos según el análisis de Polanyi. Por ejemplo, argumenta que la burguesía y el proletariado tenían el mayor efecto en la sociedad cuando ejercían su poder desde varios grupos sociales influyentes. En general, los trabajadores tendían a apoyar el movimiento contrario al Laissez-faire y los capitalistas defendían la libertad y la expansión del mercado. Sin embargo, hubo algunos trabajadores y capitalistas con posición inversa en todo momento.
Polanyi también argumentó que el concepto de un mercado autorregulado de Laissez-faire es un pensamiento bastante utópico. El sistema de mercado se derrumbaría si no hubiera ninguna gestión del gobierno. En la mayoría de los casos, los partidarios del movimiento del Laissez-faire afirman que un mercado autorregulado funciona bien en sí mismo, de modo que señales como el precio del mercado tienen la capacidad de asignar capital, trabajo y tierra de manera adecuada. Sin embargo, una parte bastante grande de estos defensores descubriría que en realidad dependen en gran medida de la regulación del gobierno sobre la protección de la propiedad, el control sobre los trabajadores e incluso el funcionamiento del mercado libre.

## Recepción e influencia
El libro de Mark Blyth de 2002 Great Transformations está muy influenciado por la obra de Polanyi, en particular la noción del doble movimiento como motor detrás del cambio institucional.
Torben Iversen y David Soskice han argumentado que la protección social y los mercados van de la mano, ya que la primera resuelve las fallas del mercado.
Estudios de David Cameron, Dani Rodrik y Peter Katzenstein han afirmado las ideas del Doble Movimiento, ya que muestran que una mayor apertura comercial se ha asociado con aumentos en el gasto social del gobierno. El concepto de " liberalismo integrado " de John Ruggie se deriva del doble movimiento.

## Otras lecturas
- Block, Fred (2008), «Polanyi’s Double Movement and the Reconstruction of Critical Theory», Revue Interventions économiques [Online] 38. Dale, G. (2010). Karl Polanyi. Cambridge: Polity Press. "Pp. 15-18, 58-62
- Farrell, H. (2014). "El libre mercado es una utopía imposible: una entrevista con Fred Block y Margaret Somers". Washington Post, 18 de julio de 2014. Consultado el 25 de agosto de 2015. URL : https://www.washingtonpost.com/blogs/monkey-cage/wp/2014/07/18/the-free-market-is-an-impossible-utopia/
- Kuttner, R. (2014). "Karl Polanyi lo explica todo". The American Prospect, 15 de abril de 2014. Consultado el 25 de agosto de 2015. URL : http://prospect.org/article/karl-polanyi-explains-it-all
- Polanyi, K. ([1944] 2001). La gran transformación: los orígenes políticos y económicos de nuestro tiempo, 2ª ed. Prólogo de Joseph E. Stiglitz